# Caprinia cirralis
Caprinia cirralis là một loài bướm đêm trong họ Crambidae.